# Ойраты
Ойра́ты (западные монголы; монг. ойрад, калм. өөрд) — группа близкородственных монгольских народностей, основными современными центрами расселения которых стали Российская Федерация (Республика Калмыкия), Монголия (западные аймаки) и Китай (Синьцзян-Уйгурский автономный район и провинция Цинхай).
Упоминания об ойратах известны с XIII века, когда они добровольно вошли в состав Монгольской империи; и их дальнейшая история была тесно связана с её становлением и завоеваниями. После распада Монгольской империи в XIV-XVII веках, ойраты создали Ойратское ханство (Дурбэн-Ойрат). В конце XVI — начале XVII веков проживавшие в Джунгарии и соседних регионах племена ойратов разделились: одна часть откочевала в район озера Кукунор и образовала Хошутское ханство, другая на прежнем месте составила основное население Джунгарского ханства, а третья — переместилась на европейские территории в Калмыцкое ханство.

## Название
В русскоязычной исторической, этнографической и лингвистической литературе встречаются различные понимания термина «ойрат». Ниже приведены основные названия этого этноса и что под ними понимается:
- Западные монголы — название для всего этноса в противопоставление северным (халха-монголам) и южным (өмнө-монголам). Помимо этих групп из монголов выделяются также буряты и различные малочисленные группы.
- Калмыки, калмаки — название для всего этноса в ранних мусульманских, и следующих им русскоязычных источниках, сейчас это называние закрепилось за ойратами, обосновавшимися в XVII веке в низовьях Волги[1]. Ряд современных российских (калмыцких) исследователей также следуют этой традиции, хотя этот этноним не употребляется для самоназвания западными монголами (ойратами) живущими в Монголии и Китае.
- Джунгары, зюнгары, дзюнгарцы, зюнгарцы, зенгорцы — в русских источниках этноним, заимствованный из монгольских языков, и применяемый в отношении ойратов Джунгарского ханства[2].
- Элюты, олëты — в китайских источниках это искаженная китайская форма термина ойраты.

Иногда под именем «ойраты» понимаются предки современной западной ветви ойратской этнической общности — калмыков. При этом этноним калмык (калмак) искусственно отделяет западную ветвь от общего ойратского и всего монгольского этноса. В таких исследованиях ойраты Монголии и Китая называются монголы, ойрат-монголы или также ойраты.
Несколько вариантов происхождения имени «ойраты» у различных исследователей:
- Название происходит из монгольских языков: «Ойрат есть монгольское слово в переводе: союзный, ближний, союзник» Н. Я. Бичурин. өөр (совр. калм.), ойр (совр. халх.) — ближний, близкий (географически); живущий по соседству, недалеко[3].
- Слово «ойрат» распадается на два термина «ой» и «арат» (лесные люди). На совр. халх.: ойн иргэд — лесное племя, ойн ард — лесной народ[4].
- Происхождение этнонима «ойрат» (оjiрад) и «огуз» из общей формы огізан либо огіз (монг. ojiран, мн. ч. ojiрад)[5].
- Тотемное происхождение термина «ойрат» (в значении волк) и считается не случайным совпадение с финским «koira» (собака). Гипотеза может говорить о возможности контактов финно-угорских племён с предками западных монголов в районе Минусинской котловины[6].

## Территория расселения

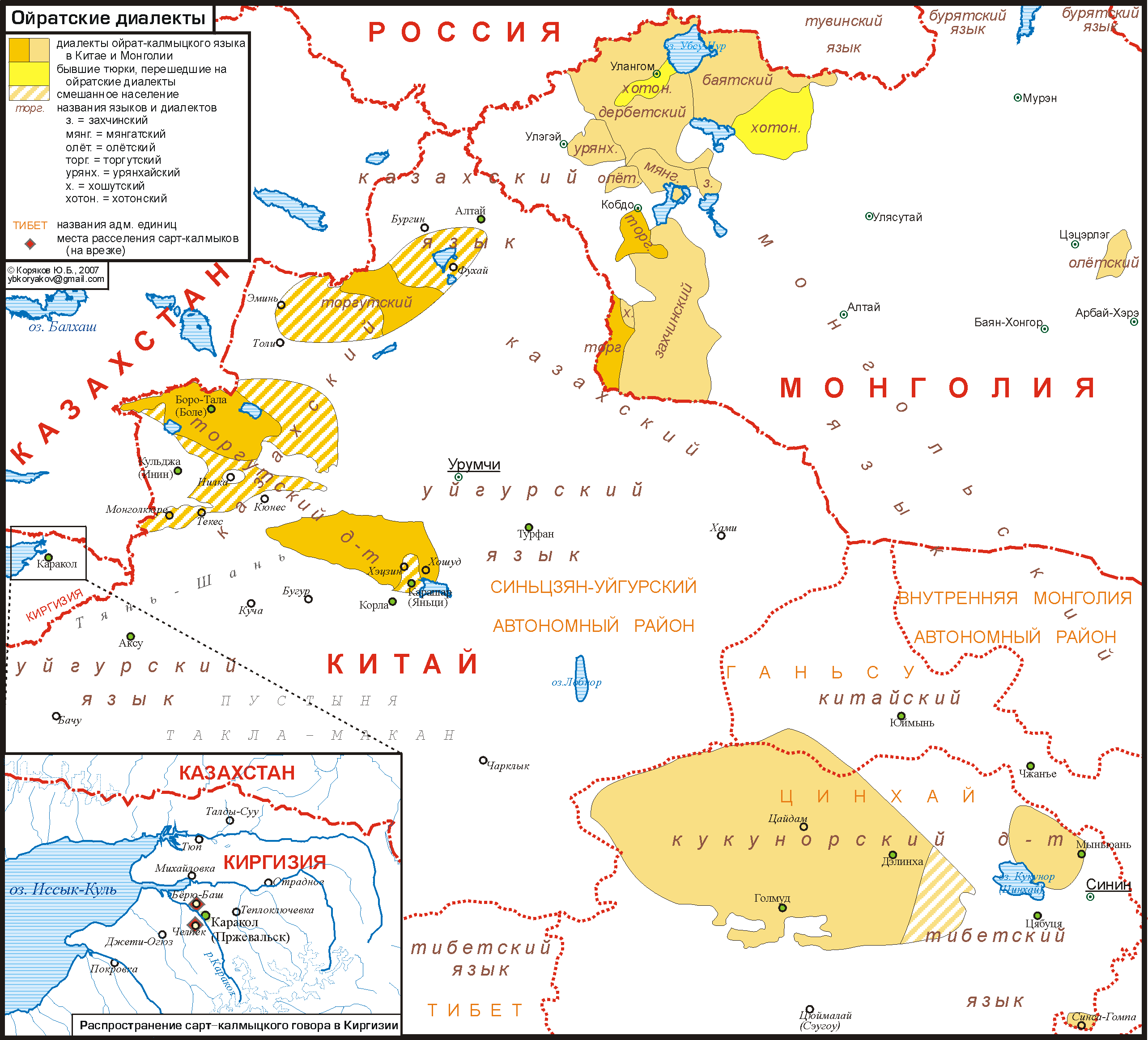
Карта расселения ойратов в Центральной Азии — Уйгурии — Монголии

Ойраты проживают преимущественно в западной Монголии (в аймаках Увс и Ховд), а также в западном Китае (в Джунгарской котловине СУАР и провинции Цинхай). В КНР ойраты официально считаются монголами.
Большие группы ойратов: торгуты, дербеты, хошуты, зюнгары (олёты), хойты, проживают в Китае в Синьцзян-Уйгурском автономном районе (свыше 140 тыс.). На севере и востоке провинции Цинхай (свыше 100 тыс.), где говорят на кукунорском диалекте ойратского языка. А также на западе провинции Внутренняя Монголия — по различным данным от 250 до 360 — тысяч человек.

Флаг аймака Ховд. 10 звёзд символизируют 10 ойратских племён

Согласно переписи населения в Монголии в 2010 году численность ойратов составляла 236 067 человек; согласно переписи 2020 года — 264 346 человек, что является 9 % от общей численности населения Монголии. Ойраты в Монголии преимущественно проживают в аймаках: Увс, Ховд, Баян-Улгий, Хувсгел, в столице Улан-Батор, Дархан-Уул, Орхон, Сэлэнгэ.
| Этногруппы | Перепись 2010 года | Перепись 2020 года |
| ---------- | ------------------ | ------------------ |
| Дербеты    | 72,403             | 83,719             |
| Баяты      | 56,573             | 63,755             |
| Захчины    | 32,845             | 37,407             |
| Урянхайцы  | 26,654             | 29,021             |
| Олёты      | 15,520             | 14,666             |
| Торгуты    | 14,176             | 15,596             |
| Хотоны     | 11,304             | 12,057             |
| Мянгаты    | 6,592              | 8,125              |
| Всего      | 236,067            | 264,346            |

Калмыки (торгуты, дербеты, хошуты, бузавы) проживают в России в Республике Калмыкия и соседних регионах — 183 372 чел., из них в республике — 162 740 чел. По Всероссийской переписи населения 2010 года.
Некоторые бурятские племена и роды имеют ойратское происхождение (сэгэнуты, икинаты и др.). При этом буряты и баргуты ранее были частью союза Дурбэн-ойрат. Имеются довольно серьёзные доводы, позволяющие говорить об ойрато-бурятской исторической общности эпохи средневековья.
Небольшие группы ойратов под наименованием сарт-калмыков проживают в Средней Азии (в Кыргызстане — до 12 тыс. человек). Также небольшие диаспоры на Кавказе, и в странах «дальнего зарубежья» — в США (3 тыс. чел.) и в Франции (1 тыс. чел.).
Говорят на ойратском языке, распадающемся на значительное число диалектов.

### Религия
Верующие ойраты — в основном буддисты, исторически приверженцы школы тибетского буддизма Гелуг, помимо Гелуг в особенности среди калмыков распространены и традиции других школ, в частности Сакья и Карма Кагью.

## История

### Ранняя история

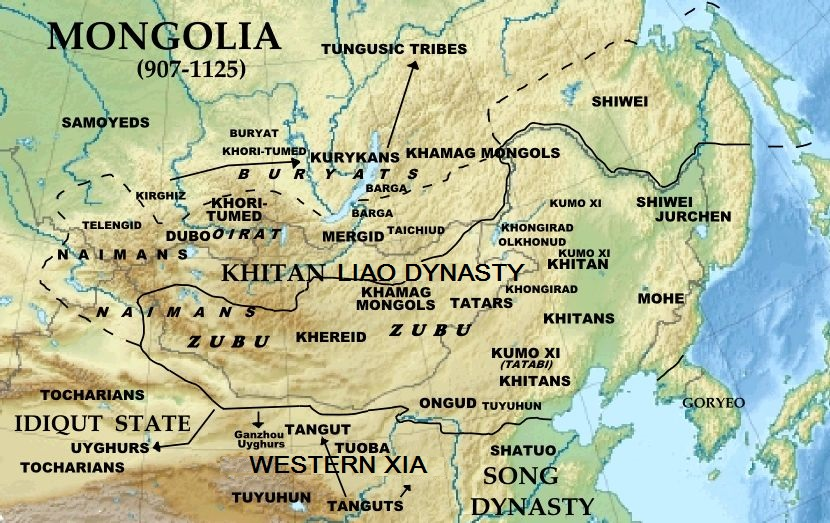
Расселение монгольских племён в X-XII веках

Впервые ойраты упоминаются в начале XIII века в монгольской летописи «Сокровенное сказание монголов». В «Сокровенном сказании» ойраты считаются одним из «лесных народов». Ойраты проживали в Восьмиречье, в области истоков Енисея, на территории современной восточной Тувы и Северной Монголии на территории аймака Хувсгел в районе озера Хубсугул.
На ранних этапах восхождения Чингисхана в 1201 году, ойраты под предводительством Худуха-беки объединившись с Джамухой и найманами под предводительством Буюрук-хана воевали против Чингисхана за гегемонию в степи. Во время сражения в урочище Койтен, Худуха-беки вместе с найманским правителем Буюрук-ханом пытался наслать на войско Чингисхана бурю, однако та неожиданно обернулась против них же, и из-за поднявшегося урагана и ливня союзники Джамухи понесли большие потери.
Впоследствии Чингисхан разгромил Джамуху и найманов, однако ойраты к моменту образования Монгольской империи в 1206 году ещё не были покорены. Тем не менее, когда в 1207 году Чингисхан отдал своему старшему сыну Джучи приказ покорить «лесные народы» Худуха-беки и его ойраты первыми признали монгольское господство. В знак признательности покорности Чингисхан предложил ойратскому вождю скрепить дружбу, женив его сыновей — Торельчи и Инальчи — на своей дочери Чечейген и внучке Олуйхан (дочь Джучи), а сестру царевичей, Огул-Тутмыш, выдать за своего сына Толуя (впоследствии она стала одной из жён великого хана Мунке).
Согласно родословной ойратов Рашид ад-Дина, в браке Торельчи и Чечейген родились сыновья Бука-Темир, Буртоа и Барс-Бука, а также дочери Илчикмиш и Эргэнэ. В дальнейшем персидский историк упоминал ещё о трёх дочерях Торельчи — Гуюк, Хучухадунь (Кучу) и Олджей, последняя из которых родилась уже от другой жены. Об Илчикмиш, Гуюк и Олджей известно, что они были жёнами сыновей Толуя Ариг-Буги и Хулагу. Хучухадунь, вышедшая замуж за джучида Тукана (сына Бату-хана), родила сыновей Менгу-Тимура и Туда-Менгу, правивших впоследствии Золотой Ордой. Эргэнэ же взял себе в жёны правнук Чингисхана Хара-Хулагу, после смерти которого она стала регентом и фактическим правителем улуса Чагатая.

### Имперский период

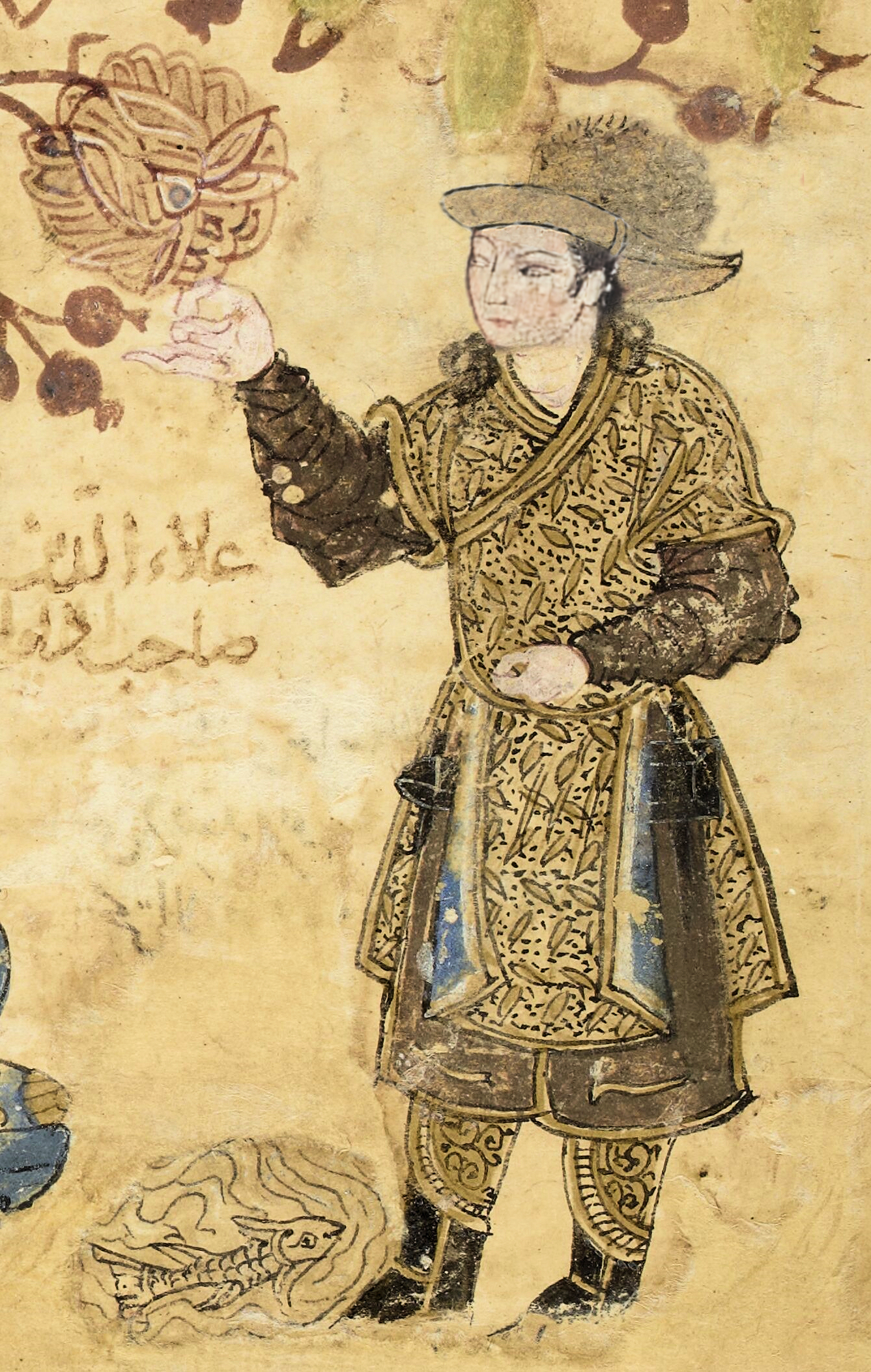
Аргун-ака — монгольский баскак и наместник в Персии с 1243 по 1255 годы, до создания Хулагу на этих территориях собственного улуса

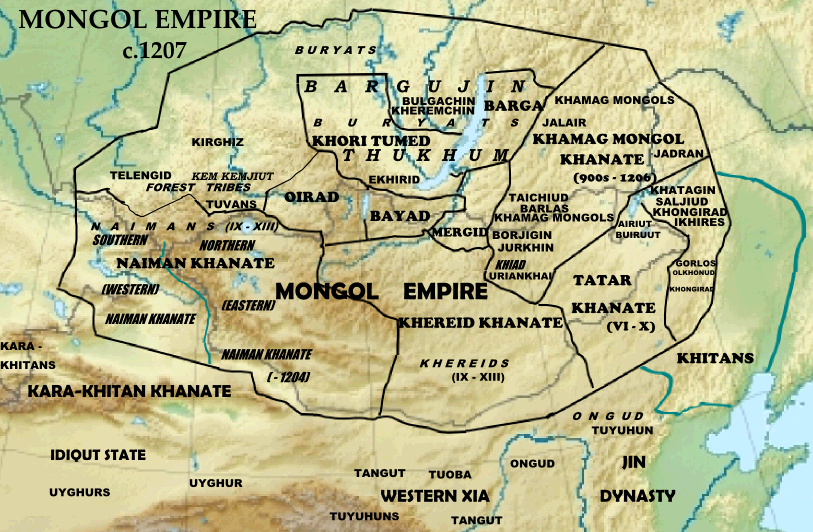
Монгольская империя в 1207 году

В дальнейшем история ойратов тесно связана с становлением Монгольской империи и её завоеваниями. В 1256 году ойраты под руководством Бука-Темира, присоединившись к Хулагу в составе левого крыла монгольской армии (джунгар) активно участвуют в Ближневосточном походе. Наиболее известными и влиятельными в то время ойратами были, наместник Ирана Аргун-ака, его сын могущественный эмир Ноуруз и министр государства Хулагуидов Болад.
В Монголии ойраты в период противостояния Хубилая и Ариг-Буги длившееся с 1260 по 1264 год, участвуют в гражданской войне на стороне последнего. После капитуляции Ариг-Буги, ойраты перешли на сторону победителя.
В 1296 году около 10 тысяч ойратов, кочевавших на землях государства Хулагуидов в Диярбакыре, прибыла в Египет. Они были хорошо приняты султаном Китбугой который являлся по происхождению ойратом. Пришедшие влиятельные ойраты получили икта и не являясь мусульманами в нарушение обычаев были возведены в ранг эмиров, что вызвало крайнее недовольство среди местного мусульманского населения.

### Гегемония ойратов

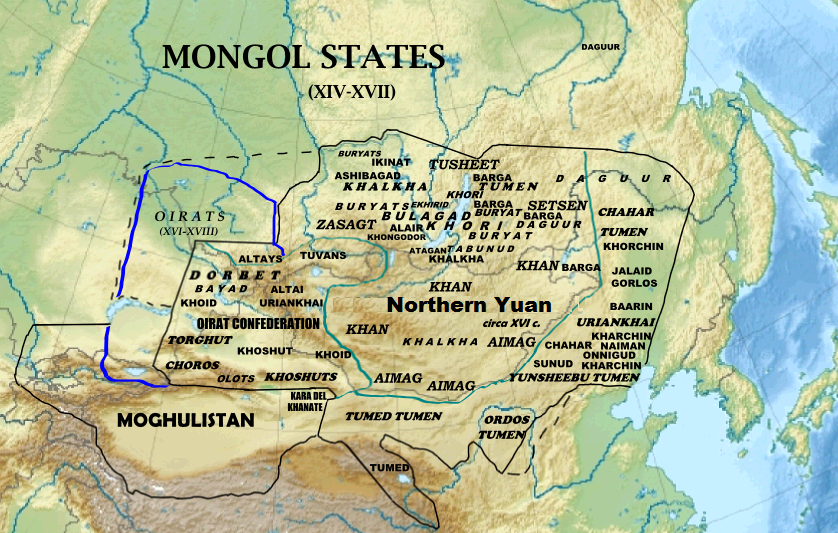
Монгольские государства в XIV-XVII веках: Монгольский каганат, Ойратское ханство и Могулистан

Возвышение ойратов началось после 1368 года, когда пал Улус Великого (монгольского) Хана — Империя Юань. Тогда они создали мощную кочевую империю — Ойратское ханство.
В 1388 году Есудэр разбил в бою монгольского хана Усхал-хана, который погиб вместе со своим старшим сыном. При поддержке ойратских тайшей Есудэр занял ханский престол под именем Дзоригту-хана. В 1392 году в Монголию вторглась огромная китайская армия. После смерти Дзоригту-хана потомок Чагатая Гунашири основал в Хами собственное небольшое государство Хара-Дэл. На монгольский ханский трон же был посажен брат Дзоригту-хана Элбэг.
В 1399 году ойратские тайши, Угэчи Хашигу и Батула (Махаму), убили монгольского хана Элбэга. Тайши провозгласили себя соправителями, ханами Ойратского союза и Монголии. В 1402 году Угэчи Хашигу (Оруг Тэмур-хан) упразднил титул юаньского хана. В 1407 году подчинил своей власти княжество Хами. В 1403 году Пуньяшри (Олдзей Тэмур-хан) провозгласил себя ханом Монгольской империи в Бешбалыке и продолжил борьбу против ойратских племён. В 1408 году Олдзей Тэмур-хан был возведён на монгольский ханский престол восточномонгольским тайшой Аргутаем, после убийства Оруг Тэмур-хана. Под знаменем Олдзэй-Тэмура солидаризировалось большинство монгольских нойонов, был восстановлен титул юаньского хана. В период правления в Китае Юнлэ империя Мин пыталась подавлять любых сколько-нибудь сильных ханов, провоцируя дальнейшую эскалацию ойрато-монгольского конфликта. В 1409 году Олдзей Тэмур-хан и Аргутай разбили минскую армию, и Юнлэ направил войска против них. В столкновении на Керулене погиб Олдзей-Тэмур, и ойраты под предводительством Махаму в 1412 году возвели на ханский престол ариг-бугида Дэлбэга. Как только ойраты добились власти, китайцы лишили их поддержки. После 1417 года инициативу вновь перехватил Аргутай, и вновь Юнлэ в 1422—1423 годах отправил на него войска. Наследник Махаму, Тогон-тайши, вытеснил Аргутая в 1423 году за Большой Хинганский хребет. В следующем году ойраты убили его на западе от Баотоу. Союзник Аргутая Адай-хан (прав. 1425—1438) обосновался в Эджене, но вскоре и он был уничтожен ойратами.
Тогон умер в год победы над Адаем, а его сын Эсэн-тайши (прав. 1439—1454) привёл ойратов к вершине могущества. Правя от имени марионеточных ханов-чингизидов, за годы своего правления он объединил всю Монголию (как Внутреннюю так и Внешнюю). Он оттеснил правителей Могулистана, разбил «Три стражи», Хара-Дэл и чжурчжэней. Он также не боялся накалять отношения с соседним Китаем по поводу торговых отношений. Обоюдное обострение событий привело к ойрато-китайской войне в 1449 году, когда Эсэн-тайши вознамерился завоевать Китай и воссоздать монгольскую Юаньскую империю образца времён Хубилай-хана.
Летом 1449 года двадцатитысячная монголо-ойратская армия под командованием ойратского (калмыцкого) Эсэн-тайши вторглась на территорию Китая и, разделившись на три группы, двинулась по направлению к Пекину. 4 августа огромная китайская армия династии Мин выступила в поход под командованием императора Чжу Цичжэня. Главный евнух (министерства) Ведомства ритуалов Ван Чжэнь, ставший фактически вторым лицом после императора, уговорил молодого монарха совершить победный марш-бросок на север и разгромить ойратского Эсэна на территории Монголии. Самонадеянность огромного китайского войска и китайского императора, добивавшегося воплощения этой идеи, стала очевидной очень скоро.
Генеральное сражение произошло 1 сентября 1449 года в местности Туму, к юго-западу от горы Хуайлай в современной провинции Хубэй. Встретив огромную китайскую армию, намного превосходившую по численности ойратское войско, ойраты нанесли ей сокрушительное поражение. Многие высшие сановники империи погибли на поле боя, в ожесточённой рубке, в том числе и Ван Чжэнь. Император и многие придворные попали в плен к ойратам. Это означало коллапс всей системы китайских северных пограничных застав.
Эсэн полагал, что пленный император — это весомая карта, и прекратил военные действия, вернувшись в ойратские кочевья. Обороной Пекина же занялся энергичный китайский полководец Юй Цянь, который возвёл на престол нового императора, младшего брата Чжу Цичжэня — Чжу Циюя. Последовав советам придворных китайских министров-евнухов и отклонив предложения Эсэна о выкупе императора, Юй заявил, что страна важнее жизни императора. Эсэн, так и не добившись выкупа от китайцев, спустя четыре года по совету своей жены отпустил императора, с которым расставался уже как с другом.
Эсэн с отцом правили как тайши ханов-чингизидов, однако после казни мятежного Тайсун-хана и его брата Агбарджинa в 1453 году Эсэн узурпировал титул хана, но вскоре был низвергнут своим же чинсаном Алагом. Его смерть привела к упадку ойратского влияния, которое восстановилось лишь к началу XVII века.

### Завоевательный поход в ханство Абулхайра
В годы правления Уч-Тэмур-тайши, сына и наследника Эсэна, ойраты ввели войну против Могулистана и Узбекского ханства. В 1457 году Уч-Тэмур совершил завоевательный поход и разгромил шибанида Абулхайр-хана под Сыгнаком. после поражения Абулхайр был вынужден отступить и укрыться за стенами Сыгнака. Ойраты решили не штурмовать столицу, они подвергли разрушению и грабежу Ташкент, Туркестан и Шахрух с прилегающими территориями и взяли в плен много людей. Возвращаясь обратно, Уч-Тэмур-тайши предложил Абулхайру заключить мирный договор и выдвинул унизительные условия. Из-за своего поражения Абулхайр был вынужден бросить разграбленные города Туркестана и отступить в Дешт-и-Кыпчак. В 1460 году он вернулся в Присырдарью. После поражения в той битве Абулхайр установил жёсткий порядок в своих владениях.

### Новое время

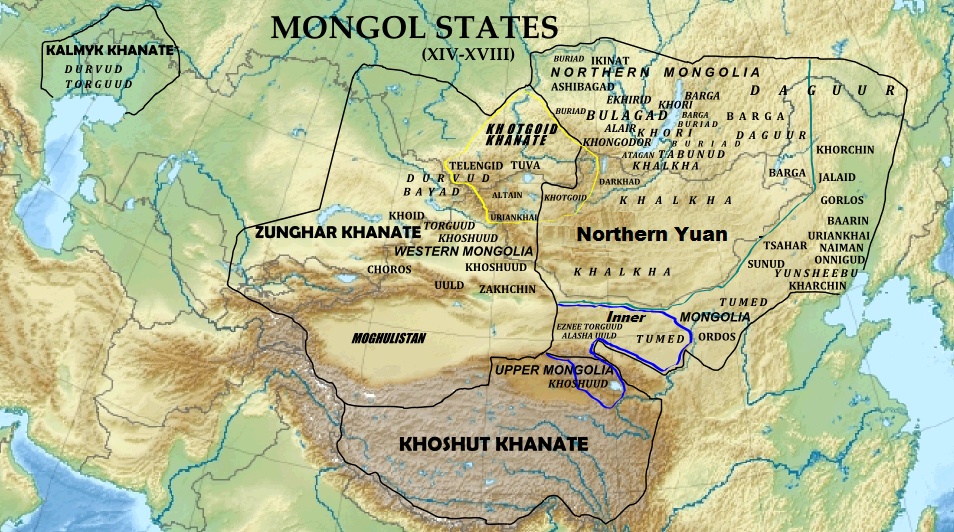
Монгольские государства в XVII веке: Монгольский каганат, Джунгарское ханство, Хошутское ханство, Хотогойтское ханство и Калмыцкое ханство

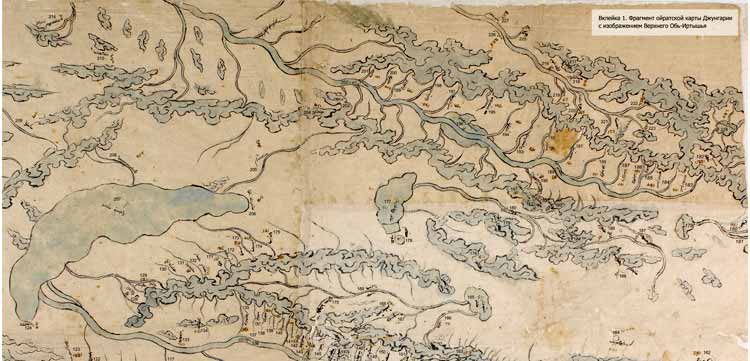
Фрагмент средневековой ойратской карты с изображением озера Балхаш, рек Обь, Иртыш и Или

Тушэту-хан Абатай вёл ожесточённую борьбу с ойратами, закончившуюся их покорением в 1577 году в битве при Хубхэр-Гэрийн (Кубкэр-гэрийн). В том же году Абатай-хан объявил своего сына Субагатая ойратским ханом. Примерно в это же время против ойратов выступил другой халхаский правитель — Сайн-Лайхор-хан, который дал им бой в устье реки Эмель, но потерпел поражение. После смерти Абатай-хана в 1586 году, ойраты восстали и освободились от зависимости, убив Субагатая.
В 1587 году хотогойтский Шолой-Убаши попытался восстановить власть монголов над ойратами. Этим он начал длительную монголо-ойратскую войну. Впрочем, из-за несогласованности с союзником Шолой-Убаши потерпел тяжелое поражение.
В начале XVII века потомок Эсэна — Гумэчи, носивший титул «Хара-Хула-тайши», возглавил объединение ойратских племён, объединившихся под именем «джунгары».
В 1609 году Шолой-Убаши начал второй поход против ойратов, но снова потерпел поражение, поэтому вынужден был отступить из всех ойратских земель. В 1614 году Шолой-Убаши начал новую военную кампанию против ойратов, возглавив 80-тысячное войско. На этот раз она была довольно успешной. Того же года нанес поражение Байбагасу, правителю части ойратских племен. В 1615 году Шолой-Убаши одержал победу над ойратами во главе с Хара-Хулой.
В 1620 году Шолой-Убаши подчинил ойратов кочевавших у реки Черный Иртыш. В 1623 году возобновилась война с ойратами, которую возглавили Хара-Хула и Байбагас. Но Убаши-хунтайджи нанес решительное поражение 36-тысячной армии ойратов. В результате практически полностью были покорены ойратские племена. Впрочем в 1627 году Хара-Хула вновь возглавил ойратское сопротивление. В этой войне Шолой-Убаши-хунтайджи потерпел поражение и погиб.
В дальнейшем часть ойратов откочевав на европейские территории положила начало современным калмыкам.
В следующий раз ойраты достигли пика могущества под руководством Галдана-Бошогту (1671—1697), а также его наследников — Цэван-Рабдана (1697—1727) и Галдан-Цэрэна (1727—1745), когда в регионе между Алтаем и Тянь-Шанем возникло Джунгарское ханство (от монгольского Зүүн гар — левая рука) — этот регион впоследствии стал известен как Джунгария.
Как и восточные и южные монголы, ойраты в конечном итоге были покорены маньчжурами, чья империя поглотила Джунгарию к середине XVIII века.

## Язык и письменность
Ойратская и калмыцкая письменность тодо-бичиг («ясное письмо») была создана в конце 1640-х годов на основе старомонгольского письма монахом Зая-Пандитой. На этом языке осуществлялся документооборот в ойратских государствах (Джунгарском, Калмыцком и Хошутском ханствах). В российских и китайских архивах сохранилась переписка джунгарских и калмыцких ханов, которую они вели на тодо-бичиг с русскими царями, российскими и китайскими (маньчжурскими) императорами. На тодо-бичиг написаны ойратские литературные произведения, предания (тууджи), летописи, буддистские тексты и важные юридические документы XVII—XIX веков. В частности, речь идёт об общемонгольском своде законов, «Степном уложении» (Ик Цааҗин Бичг) — переработанном и дополненном кодексе Чингисхана («Яса»; калм. Йосн), принятом в 1640 году на съезде ойратских и монгольских нойонов и тайшей. Ойратским языком и письменностью также пользовалась в переписке аристократия казахов (ханы и султаны) и других народов, находившихся в сфере влияния Джунгарского, Калмыцкого и Хошутского ханств.
Ойратский язык представляет собой два языка с незначительным различием в виде диалектов. Калмыцкий язык — это отдельный язык калмыков, проживающих в Республике Калмыкия и в других субъектах Российской Федерации. В международной классификации калмыцкий язык отождествляется с ойратским.

## Право
В 1640 году ойратские правители провели общемонгольский съезд, на котором приняли и записали на ойратской письменности «Тодо-бичиг» свод законов «Ик Цааҗин Бичг» (Степное уложение) включавший в себя нормы уголовного, гражданского, семейного права и установивший единые законы для всех ойратских владений и определивший буддизм школы гелуг в качестве единой религии. В этом съезде принимали участие представители всех ойратских и халха-монгольских ханских и княжеских родов, от междуречья Яика и Волги до Западной и Восточной Монголии, и Джунгарии. От высшего буддийского духовенства в работе съезда принял участие хошутский учёный и просветитель Зая-Пандита. В сфере действия ойрато-монгольского права оказались большие территории: не только собственно Джунгария (Западная Монголия) и долина верхнего течения реки Или, но и соседние земли. Так, власть Батур-хунтайджи признавали Хакасия, территория трёх казахских жузов (Южный и Западный Казахстан), Восточный Туркестан, Средняя и Центральная Азия, Монголия, а также территория Калмыцкого ханства (Южная Сибирь, Северный Казахстан, Юг современной России, Северный Кавказ) и территория Кукунорского (Хошутского) ханства (Тибет, Северный Китай и Северная Индия).